# Caiçara (kommun i Brasilien, Rio Grande do Sul)
Caiçara är en kommun i Brasilien.   Den ligger i delstaten Rio Grande do Sul, i den södra delen av landet, 1 400 km söder om huvudstaden Brasília. Antalet invånare är 5 071.
Omgivningarna runt Caiçara är en mosaik av jordbruksmark och naturlig växtlighet. Runt Caiçara är det ganska glesbefolkat, med 26 invånare per kvadratkilometer.